# Principato di Villafranca
Il Principato di Villafranca fu uno stato feudale esistito in Sicilia tra il XVII secolo e gli inizi del XIX secolo, che corrispondeva al territorio dell'odierno comune di Villafranca Sicula, in provincia di Agrigento.

## Storia
Il banchiere Pietro Alliata Settimo, di origine pisana, nel 1496 acquistò dai De Luna il feudo di Troccoli, confinante con la Contea di Caltabellotta, nel Val di Mazara. Egli donò il feudo al fratello Antonio († 1512), regio milite, che con privilegio del 7 settembre 1499 ottenne la facoltà di fabbricare e popolare una terra, a cui diede il nome di Villafranca. Ad Antonio Alliata, morto senza eredi, succedette nel possesso il fratello Andreotto, dottore in legge, il quale sposato con Apollonia Ajutamicristo, ebbe cinque figli, tra cui Antonio († 1561), che il 12 febbraio 1536 con privilegio concesso dall'imperatore Carlo V d'Asburgo, fu investito del titolo di I barone di Villafranca.
Francesco Alliata Paruta († 1636), III barone di Villafranca, fu investito del titolo di I principe di Villafranca con privilegio concesso dal re Filippo III di Spagna il 14 aprile 1609, esecutoriato il 24 ottobre 1610.  Il Principato di Villafranca fu soppresso nel 1812 per l'abolizione del feudalesimo avvenuta nel Regno di Sicilia, a seguito della promulgazione della Costituzione siciliana concessa dal re Ferdinando III di Borbone. Al momento della sua soppressione, feudatario fu Giuseppe Alliata Moncada (1784-1844), VII principe di Villafranca, presidente della Camera dei Pari e ministro degli Esteri del governo costituzionale siciliano, durante la reggenza di Francesco I.
Il titolo di Principe di Villafranca fu legalmente riconosciuto dal Regno d'Italia assieme agli altri titoli degli Alliata, con decreti ministeriali del 29 aprile 1904 e 4 ottobre 1909, con Regie lettere patenti del 17 aprile 1904, a Giuseppe Alliata Lo Faso (1844-1913), XI principe di Villafranca.

## Cronotassi dei Principi di Villafranca

### Epoca feudale
- Francesco Alliata Paruta (1609-1633)
- Giuseppe Alliata Gravina (1633-1648)
- Francesco Alliata Barrese (1648-1697)
- Giuseppe Alliata Colonna Romano (1698-1727)
- Domenico Alliata Di Giovanni (1728-1774)
- Fabrizio Alliata Colonna (1784-1804)
- Giuseppe Alliata Moncada (1804-1812)

### Epoca post-feudale
- Giuseppe Alliata Moncada (1812-1844)
- Fabrizio Alliata Valguarnera (1844-1876)
- Alessandro Alliata Valguarnera (1876-1894)
- Edoardo Alliata Valguarnera (1894-1898)
- Giuseppe Alliata Lo Faso (1898-1913)
- Gabriele Alliata Bazan (1913-1929)
- Giuseppe Alliata San Martino (1929-1946)
- Gabriele alliata Notarbartolo (1955)